# Visage (Band)
Visage war eine New-Wave-Band aus London. Zu Zeiten ihrer größten kommerziellen Erfolge Anfang der 1980er Jahre wurde sie der New-Romantic-Szene zugerechnet und vor allem durch ihren Welthit Fade to Grey bekannt.

## Bandgeschichte

### 1978: Gründung
Die Band bildete sich 1978 in dem Londoner Nachtclub „Billy’s“. Betreiber des Clubs in der Meard Street im Stadtteil Soho war der 19-jährige Waliser Steve Strange. Der DJ Rusty Egan veranstaltete regelmäßige Abende mit elektronisch beeinflusster Tanzmusik. Egan war zeitgleich auch Schlagzeuger der Band Rich Kids. Der 25-jährige Schotte Midge Ure war dort als Sänger, Gitarrist und am Synthesizer tätig. Unzufrieden mit der musikalischen Ausrichtung der „reichen Kinder“, dessen Frontmann Glen Matlock mit Strange befreundet war, suchten Egan und Ure nach Möglichkeiten, von Kraftwerk und David Bowie beeinflusste elektronische Popmusik zu machen, und taten sich mit Strange zusammen, der vorher bei The Moors Murderers und The Photons erste musikalische Erfahrungen als Sänger gesammelt hatte. Als Trio nahmen sie zunächst mit ungenutzten Studiozeiten der Rich Kids noch als Steve Strange Project Demos auf; unter anderem eine Coverversion des Titels In the Year 2525 von Zager and Evans.
Das „Billy’s“ war ein Club, der damals von vielen Musikern aus der Londoner Szene besucht wurde, und so kamen 1979 die neuen Bandmitglieder Barry Adamson, John McGeoch und Dave Formula von der Band Magazine hinzu, sowie zuletzt Billy Currie, Keyboarder und Violinist bei Ultravox und Gary Numan. Über Billy Currie schloss sich Midge Ure Ultravox an, deren Sänger John Foxx zuvor ausgestiegen war, nachdem die Band im Januar 1979 den Plattenvertrag mit Island Records verloren hatte. Als das „Billy’s“ 1979 zu klein wurde, zog der Club in die Great Queen Street im Stadtteil Covent Garden um, nannte sich „Blitz“ und galt als der Ursprung für die Modebewegung New Romantic, da Strange dort als Türsteher berüchtigt dafür war, nur die als Blitz-Kids bekannten, modebewussten Gäste einzulassen.
Das wegen der Verpflichtungen der Mitglieder in anderen Bands als reines Studioprojekt geplante Sextett (Adamson galt nicht als vollwertiges Mitglied) gab sich den Namen Visage und unterschrieb zunächst einen Plattenvertrag bei Radar Records. Die Bedeutung des Namens Visage (Französisch für „Gesicht“) stand laut Strange aber auch für Visual Age (englisch für „Zeitalter der Visualität“) und unterstrich damit die Wurzeln im Glam Rock. Die erste Single Tar veröffentlichte Visage im September 1979.

### 1980–1981: Kommerzieller Durchbruch
Der Herbst 1980 markierte den kommerziellen Durchbruch. Strange trat neben einigen anderen Blitz-Kids in David Bowies Video Ashes to Ashes auf und das Debütalbum Visage wurde im November beim Major-Label PolyGram veröffentlicht. Richard James Burgess von der Band Landscape programmierte am Fairlight für einige Songs auf dem Debütalbum Sounds. Burgess prägte auch den Begriff New Romantic und produzierte die beiden ersten Studioalben der New-Romantic-Band Spandau Ballet.
Visage wurde im Genetic Sound Studio von Martin Rushent in Reading (Berkshire) eingespielt und im Mayfair Sound Studio in London abgemischt.
Die zweite Single Fade to Grey erschien zeitgleich mit dem Album. Sie wurde Anfang 1981 ein weltweiter Clubhit und stieg in 21 Ländern an die Chartspitze (darunter sieben Wochen Platz eins in Deutschland). Album und Single erhielten in Großbritannien jeweils Silberne Schallplatten und in Deutschland sogar Gold-Status. Fade to Grey kennzeichnet den Beginn des kommerziellen Durchbruchs für die elektronische Popmusik der frühen 1980er Jahre und der New-Romantic-Bewegung, die auf diese Weise auch im Mainstream bekannt wurde. Trouser Press attestierte dem Debüt „jederzeit tanzbare und packende Songs“.
Die Musik und Basissequenz von Fade to Grey wurde von Billy Currie und Chris Payne während der Soundchecks auf der Pleasure-Principle-Tournee von Gary Numan geschrieben. Midge Ure steuerte den Text bei, Egans luxemburgische Freundin Brigitte Arens sang die französischen Textzeilen ein.
Mit den Singles Mind of a Toy und Visage wurden zwei weitere Titel aus dem Album ausgekoppelt. Erstere konnte sich zumindest in Deutschland noch unter den Top 10 platzieren.

### 1981–1982: Schwindender Erfolg
Aufgrund der Verpflichtungen vieler Bandmitglieder in ihren eigenen Bands (Ure und Currie bei Ultravox, Formula bei Magazine und McGeogh bei Siouxsie and the Banshees) und den Weggang von Adamson zu Pete Shelley und später The Birthday Party gestaltete sich die terminliche Abstimmung für Aufnahmen zum zweiten Studioalbum als schwierig.
Im Herbst 1981 kamen bis auf McGeogh alle Musiker für die Aufnahmen zum zweiten Album The Anvil in den Maifair-Studios zusammen. Das Album hatte Coverfotos von Helmut Newton und das Design steuerte Peter Saville bei.
Mit The Damned Don’t Cry erschien im März 1982 die erste Single aus dem Album, das wenig später folgte. Doch mit Ausnahme von Großbritannien waren die Verkaufszahlen enttäuschend und die Band begann sich aufzulösen. Melody Maker befand: „eher Tanzmusik als engagierte Statements“.
Midge Ure gab in einem Interview anlässlich der RTL-Chartshow zu Protokoll, dass sein Ausstieg eine Reaktion auf die zunehmend lächerliche Verrücktheit von Steve Strange gewesen sei. Der letztendliche Auslöser hierfür war ein Auftritt in New York, bei dem Strange auf einem Kamel die Fifth Avenue entlangritt. Möglicherweise spielte aber auch Stranges Heroinmissbrauch eine Rolle, denn Strange feuerte das Management der Band, Chris Morrison und Chris O’Donnell, die auch Ultravox betreuten.

### 1983–1985: Letztes Album und Auflösung
Das dritte und letzte Album Beat Boy wurde nach dem Ausstieg von Ure, Formula und Currie mit den neuen Bandmitgliedern Steve und Gary Barnacle sowie Andy Barnett bereits 1982 und 1983 in den Londoner Trident Studios eingespielt, aber aufgrund von Rechtsstreitigkeiten mit dem gefeuerten Management erst ein Jahr später abgemischt und im Oktober 1984 veröffentlicht.
Formula und Currie beteiligten sich noch an der Komposition des Songs Only the Good (Die Young), waren aber zum Zeitpunkt der Veröffentlichung des Albums nicht mehr Mitglieder der Band.
Die neuen Bandmitglieder sollten aus dem Studioprojekt Visage eine Liveband machen. Der kommerzielle Erfolg blieb aber aus, so dass sich die Band bereits im Frühjahr 1985 auflöste.

### 2004: Neugründung
2004 tat sich Strange nach Überwindung seiner Heroinsucht mit Musikern der britischen Electroband Seize und Ross Tregenza von Goteki zusammen und gründete Visage II. Es gab einige Liveauftritte mit neuen Songs, unter anderem im deutschsprachigen Raum beim Wave-Gotik-Treffen 2005 in Leipzig und bei der von Sat.1 produzierten Musikshow Die Hit-Giganten. Ein angekündigtes neues Album erschien jedoch nicht.
Am 8. Januar 2013 stellte Visage ihre neue offizielle Webpräsenz neben weiteren Auftritten auf Online-Plattformen wie Twitter, Facebook und SoundCloud vor. Gleichzeitig wurde die aktuelle Besetzung bestehend aus Strange, dem früheren Bandmitglied Steve Barnacle sowie Robin Simon (Ex-Gitarrist von Ultravox) und Sängerin Lauren Duvall bekannt gegeben. Ein neues Album mit dem Titel Hearts and Knives wurde am 24. Mai 2013 veröffentlicht. Die Single Shameless Fashion ist auf der Facebook-Seite der Band als kostenloser Download erhältlich.

## Besetzung
- auf dem Album Visage: Steve Strange (Gesang), Rusty Egan (Schlagzeug, Perkussion, Saxophon, Begleitgesang), Midge Ure (Gitarre, Keyboard, Bass, Begleitgesang), Billy Currie (elektronische Violine, Keyboard), John McGeogh (Gitarre), Dave Formula (Keyboard), Barry Adamson (Bass)
- auf dem Album The Anvil zusätzlich: Gary Barnacle (Saxophon) und Perry & Lorraine (Begleitgesang)
- auf dem Album Beat Boy: Steve Strange (Gesang, Keyboard), Rusty Egan (Perkussion, Keyboard, Begleitgesang), Steve Barnacle (Bass), Andy Barnett (Gitarre), Gary Barnacle (Saxophon), Marsha Raven (Begleitgesang)

## Diskografie

### Alben
| Jahr | Titel     | Höchstplatzierung, Gesamtwochen, AuszeichnungChartplatzierungen (Jahr, Titel, Platzierungen, Wochen, Auszeichnungen, Anmerkungen) | Höchstplatzierung, Gesamtwochen, AuszeichnungChartplatzierungen (Jahr, Titel, Platzierungen, Wochen, Auszeichnungen, Anmerkungen) | Höchstplatzierung, Gesamtwochen, AuszeichnungChartplatzierungen (Jahr, Titel, Platzierungen, Wochen, Auszeichnungen, Anmerkungen) | Höchstplatzierung, Gesamtwochen, AuszeichnungChartplatzierungen (Jahr, Titel, Platzierungen, Wochen, Auszeichnungen, Anmerkungen) | Höchstplatzierung, Gesamtwochen, AuszeichnungChartplatzierungen (Jahr, Titel, Platzierungen, Wochen, Auszeichnungen, Anmerkungen) | Anmerkungen                                                        |
| Jahr | Titel     | DE | AT | CH | UK | US | Anmerkungen                                                        |
| ---- | --------- | --- | --- | --- | --- | --- | ------------------------------------------------------------------ |
| 1981 | Visage    | DE1 Gold · (34 Wo.)DE | AT11 (10 Wo.)AT | — | UK13 Silber · (29 Wo.)UK | US178 (4 Wo.)US | Erstveröffentlichung: November 1980 Produzenten: Midge Ure, Visage |
| 1982 | The Anvil | DE41 (5 Wo.)DE | — | — | UK6 Silber · (16 Wo.)UK | — | Erstveröffentlichung: März 1982 Produzenten: Midge Ure, Visage     |
| 1984 | Beat Boy  | — | — | — | UK79 (2 Wo.)UK | — | Erstveröffentlichung: Oktober 1984 Produzenten: Visage             |

grau schraffiert: keine Chartdaten aus diesem Jahr verfügbar
Weitere Alben
- 2013: Hearts and Knives
- 2014: Orchestral
- 2015: Demons to Diamonds
- 2016: Darkness to Diamond

### Kompilationen
| Jahr | Titel                                | Höchstplatzierung, Gesamtwochen, AuszeichnungChartplatzierungen (Jahr, Titel, Platzierungen, Wochen, Auszeichnungen, Anmerkungen) | Höchstplatzierung, Gesamtwochen, AuszeichnungChartplatzierungen (Jahr, Titel, Platzierungen, Wochen, Auszeichnungen, Anmerkungen) | Höchstplatzierung, Gesamtwochen, AuszeichnungChartplatzierungen (Jahr, Titel, Platzierungen, Wochen, Auszeichnungen, Anmerkungen) | Höchstplatzierung, Gesamtwochen, AuszeichnungChartplatzierungen (Jahr, Titel, Platzierungen, Wochen, Auszeichnungen, Anmerkungen) | Höchstplatzierung, Gesamtwochen, AuszeichnungChartplatzierungen (Jahr, Titel, Platzierungen, Wochen, Auszeichnungen, Anmerkungen) | Anmerkungen                                                        |
| Jahr | Titel                                | DE | AT | CH | UK | US | Anmerkungen                                                        |
| ---- | ------------------------------------ | --- | --- | --- | --- | --- | ------------------------------------------------------------------ |
| 1983 | Fade to Grey: The Singles Collection | — | — | — | UK38 Gold · (11 Wo.)UK | — | Erstveröffentlichung: November 1983 Produzenten: Midge Ure, Visage |

Weitere Kompilationen
- 1995: The Damned Don’t Cry
- 1997: Visage
- 2010: The Face: The Very Best Of
- 2013: Fade to Grey: The Best Of
- 2016: The Wild Life (The Best Of 1978–2015)

### Singles
| Jahr | Titel Album                                        | Höchstplatzierung, Gesamtwochen, AuszeichnungChartplatzierungen (Jahr, Titel, Album, Platzierungen, Wochen, Auszeichnungen, Anmerkungen) | Höchstplatzierung, Gesamtwochen, AuszeichnungChartplatzierungen (Jahr, Titel, Album, Platzierungen, Wochen, Auszeichnungen, Anmerkungen) | Höchstplatzierung, Gesamtwochen, AuszeichnungChartplatzierungen (Jahr, Titel, Album, Platzierungen, Wochen, Auszeichnungen, Anmerkungen) | Höchstplatzierung, Gesamtwochen, AuszeichnungChartplatzierungen (Jahr, Titel, Album, Platzierungen, Wochen, Auszeichnungen, Anmerkungen) | Höchstplatzierung, Gesamtwochen, AuszeichnungChartplatzierungen (Jahr, Titel, Album, Platzierungen, Wochen, Auszeichnungen, Anmerkungen) | Anmerkungen                         |
| Jahr | Titel Album                                        | DE | AT | CH | UK | US | Anmerkungen                         |
| ---- | -------------------------------------------------- | --- | --- | --- | --- | --- | ----------------------------------- |
| 1980 | Fade to Grey Visage                                | DE1 Gold · (30 Wo.)DE | AT3 (16 Wo.)AT | CH1 (12 Wo.)CH | UK8 Silber · (17 Wo.)UK | — | Erstveröffentlichung: November 1980 |
| 1981 | Mind of a Toy Visage                               | DE10 (19 Wo.)DE | — | — | UK13 (8 Wo.)UK | — | Erstveröffentlichung: März 1981     |
| 1981 | Visage                                             | DE41 (6 Wo.)DE | — | — | UK21 (7 Wo.)UK | — | Erstveröffentlichung: Juli 1981     |
| 1982 | The Damned Don’t Cry                               | DE39 (7 Wo.)DE | — | — | UK11 (8 Wo.)UK | — | Erstveröffentlichung: März 1982     |
| 1982 | Night Train The Anvil                              | — | — | — | UK12 (10 Wo.)UK | — | Erstveröffentlichung: Juni 1982     |
| 1982 | Pleasure Boys Fade to Grey: The Singles Collection | — | — | — | UK44 (3 Wo.)UK | — | Erstveröffentlichung: November 1982 |
| 1984 | Love Glove Beat Boy                                | — | — | — | UK54 (3 Wo.)UK | — | Erstveröffentlichung: August 1984   |

Weitere Singles
- 1979: Tar
- 1981: Moon over Moscow
- 1982: The Anvil
- 1982: Whispers
- 1984: Beat Boy
- 2009: Fade to Grey Mixes 2009
- 2013: Never Enough
- 2013: Frequency 7
- 2013: Dreamer I Know
- 2013: Shameless Fashion
- 2014: Hidden Sign

### Videoalben
- 1986: Visage

## Auszeichnungen für Musikverkäufe
| Goldene Schallplatte - Frankreich - 1981: für das Album Visage - 1981: für die Single Fade to Grey |

Anmerkung: Auszeichnungen in Ländern aus den Charttabellen bzw. Chartboxen sind in ebendiesen zu finden.
| Land/RegionAuszeichnungen für Musikverkäufe (Land/Region, Auszeichnungen, Verkäufe, Quellen) | Silber     | Gold     | Platin | Verkäufe | Quellen           |
| -------------------------------------------------------------------------------------------- | ---------- | -------- | ------ | -------- | ----------------- |
| Deutschland (BVMI)                                                                           | —          | 2× Gold2 | —      | 500.000  | musikindustrie.de |
| Frankreich (SNEP)                                                                            | —          | 2× Gold2 | —      | 600.000  | infodisc.fr       |
| Vereinigtes Königreich (BPI)                                                                 | 3× Silber3 | Gold1    | —      | 470.000  | bpi.co.uk         |
| Insgesamt                                                                                    | 3× Silber3 | 5× Gold5 | —      |          |                   |